# HVM Racing
HVM Racing, anciennement Minardi Team USA, est une équipe de sport automobile qui a participé aux Champ Car World Series. Elle a été achetée par Paul Stoddart en décembre 2006 et a changé de nombreuses fois de propriétaire durant son existence. Avant son rachat par l'Australien, elle existait sous le nom de CTE-HVM Racing, copropriété du comédien Cedric the Entertainer et de Keith Wiggins.
Son équipe de pilotes pour la saison 2007 est formée par Dan Clarke et par l'ancien pilote de Formule 1 Robert Doornbos, qui avait déjà roulé pour Minardi F1. Un autre pilote de F1, Zsolt Baumgartner, a été engagé comme pilote de réserve et d'essai bien que le Champ Car ne permette qu'une quantité très limitée de séances d'essai.
Pour la première course de la saison à Las Vegas, Robert Doornbos fait les meilleurs débuts d'un pilote depuis Nigel Mansell, en 1993, en finissant second. 

## Histoire
L'équipe a eu plusieurs noms durant son histoire à commencer par Bettenhausen Motorsports sous le commandement de Tony Bettenhausen Jr.  Les voitures sont tout d'abord bleu foncé, blanc et rouge en référence au métallurgiste Alumax, sponsor de l'équipe. Elle fait courir plusieurs pilotes parmi lesquels Stefan Johansson, Hélio Castroneves et Patrick Carpentier. La saison 1999 est une saison difficile pendant laquelle l'écurie fait courir trois pilotes dont Shigeaki Hattori qui voit sa licence révoquée par l'administrateur en chef Wally Dallenbach, Sr. avant la course de Laguna Seca.  
Juste avant la saison 2000, Bettenhausen, sa femme et deux de ses associés meurent tragiquement dans un accident d'avion alors qu'ils se rendaient à une séance d'essai à Homestead, Florida. L'équipe est renommée Herdez Competition quand Michel Jourdain Jr. en devient le copropriétaire et le directeur, avec Wiggins. Les deux saisons qui suivent sont mauvaises et Mario Dominguez est engagé en 2002. Il obtient une victoire chanceuse à Surfer's Paradise sous la pluie alors que Dominguez part dernier et qu'il n' a pas pu dépasser une seule voiture sous la pluie mais uniquement grâce à sa stratégie de ravitaillement.
Cette victoire améliore la confiance de l'équipe et celle-ci enregistre un doublé à Miami, Dominguez devançant Roberto Moreno, qui est désigné « meilleure progression de la saison 2003 » en finissant cinquième au championnat. Ryan Hunter-Reay intégre l'équipe en 2004 et mène intégralement les 250 tours de la course de Milwaukee depuis la Pole position. Mais le soutien d'Herdez se termine à la fin de la saison 2004 et pour 2005, l'équipe change de nom pour s'appeler HVM Inc. et Wiggins est obligé de faire appel aux pilotes payants Björn Wirdheim et Ronnie Bremer. L'ensemble des fonds sont dépensés avant la fin de la saison et plusieurs autres pilotes ont leur chance de courir dans les deux monoplaces de l'équipe.
Cedric the Entertainer (CTE) devient le copropriétaire plus tard dans la saison et apporte sa notoriété à l'équipe. Cette année-là, les monoplaces arborent une robe originale gris métallisée avec l'inscription Cedric's A Bird and A Bear entertainment company sur les côtés. Nelson Philippe gagne en Australie et l'équipe enregistre son meilleur résultat à l'issue de la saison avec la quatrième place de Philippe.
Finalement, l'équipe enregistre cinq victoires, deux pole positions et onze podiums.
En 2006, Paul Stoddart, ancien propriétaire de la Scuderia Minardi en Formule 1, jete son dévolu sur l'équipe et la rebaptise Minardi Team USA. Pour la saison 2007, Stoddart et Wiggins s'attachent les services de « Speedy » Dan Clarke et du pilote d'essai de Red Bull Racing Robert Doornbos. Avec Doornbos, l'équipe commence à se battre régulièrement pour le podium et à enregistrer sa première victoire sous le nom de Minardi Team USA en 2007 lors de la course du Mont Tremblant (Canada).

## Liste des pilotes
- Gary Bettenhausen (1982-1983, 1996)
- Ronnie Bremer (2005)
- Patrick Carpentier (1997)
- Hélio Castroneves (1998)
- Dan Clarke (2006-Present)
- Fabrizio del Monte (2005)
- Mario Dominguez (2002-2004)
- Robert Doornbos (2007-Present)
- Roberto Gonzalez (2003)
- Shigeaki Hattori (1999)
- Ryan Hunter-Reay (2004)
- Stefan Johansson (1992-1996)
- Michel Jourdain Jr. (2000-2001)
- Rodolfo Lavin (2005)
- Roberto Moreno (2003)
- Nelson Philippe (2006)
- Homero Richards (2005)
- Gualter Salles (1999)
- Alex Sperafico (2005)
- Björn Wirdheim (2005)
- Ernesto Viso